# Michael Starr

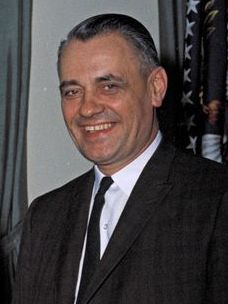
Michael Starr, 1961

Michael Starr, PC (* 14. November 1910 in Copper Cliff, Ontario; † 16. März 2000 in Oshawa; eigentlich Michael Starchewsky) war ein kanadischer Politiker. Er war von 1952 bis 1968 Abgeordneter im Unterhaus. Von 1957 bis 1963 war er Arbeitsminister in der progressiv-konservativen Regierung von John Diefenbaker sowie das erste Mitglied des Bundeskabinetts ukrainischer Herkunft.

## Biografie
Der Sohn ukrainischer Einwanderer begann nach der Schulzeit als Büroangestellter einer Metallwarenfabrik zu arbeiten, wo er in eine leitende Position aufstieg. 1944 wurde er in den Stadtrat von Oshawa gewählt, 1949 zum Bürgermeister dieser Stadt. 1951 kandidierte er ohne Erfolg um einen Sitz in der Legislativversammlung von Ontario. Im darauf folgenden Jahr gewann er eine Nachwahl und zog ins Unterhaus ein. Sein Mandat verteidigte er sechs Mal in Folge. Starr galt als bedeutendster Vertreter der ukrainischen Kanadier auf nationaler und internationaler Ebene, seine antikommunistischen Reden hielt er oft in ukrainischer Sprache.
Nach dem Wahlsieg 1957 ernannte Premierminister John Diefenbaker Starr zum Arbeitsminister. Als solcher rief er zahlreiche Programme ins Leben, welche die Bekämpfung der saisonalen Arbeitslosigkeit und die Überwindung regionaler Ungleichgewichte zum Ziel hatten. Er blieb bis zur progressiv-konservativen Wahlniederlage im Jahr 1963 im Amt. In der Opposition war er in den Jahren 1965 bis 1968 Fraktionsvorsitzender im Unterhaus.
1967 kandidierte Starr ohne Erfolg für den Parteivorsitz, bei der Unterhauswahl 1968 unterlag er um 15 Stimmen Ed Broadbent, dem späteren Vorsitzenden der NDP. Von 1973 bis 1980 leitete er die staatliche Unfallversicherungsanstalt der Provinz Ontario.